# Viatcheslav Gourov
Viatcheslav Nikolaïevitch Gourov (en russe : Вячеслав Николаевич Гуров), né en 1971 à Ramenskoïe, est un officier russe, major-général à partir de 2019, commandant de la 2e armée de la Garde du district militaire central depuis février 2022.

## Biographie
Il est diplômé de l'École supérieure d'aviation militaire d'Atchinsk, de l'Académie interarmes des Forces armées de la fédération de Russie et de l'Académie militaire de l'état-major des Forces armées de la fédération de Russie. Au début de la perestroïka, il travaille comme ingénieur dans un détachement technique d'aviation ; dans le cadre de la réduction des forces armées, il obtient son transfert dans l'Armée de terre.
Il participe à la seconde guerre de Tchétchénie, d'octobre 1999 à mars 2000, il combat au sein du groupe de forces Nord : en particulier, le 20 octobre 1999, il participe à la bataille pour la hauteur 382.0 dans la chaîne dominant le Terek pour laquelle Gourov reçoit l'ordre du Courage. Il prend part à l'assaut sur Grozny et reçoit la médaille de l'Ordre du Mérite pour la Patrie avec épées pour la prise de la ville. Il est promu colonel en mars 2007.
En janvier 2010, il prend le commandant d'une des brigades des Forces armées de la fédération de Russie. Le 30 mars 2011, par décret du président de la fédération de Russie Dmitri Medvedev, il est nommé commandant de la 6e brigade de chars de la 20e armée de la Garde, poste qu'il occupe jusqu'au 20 janvier 2012. Il commande ensuite la 74e brigade de fusiliers motorisés de la Garde (unité militaire 21005) de 2014 à 2017.
De 2017 à 2019, il est commandant de la 90e division blindée de la Garde, commandant des Forces collectives de maintien de la paix de l'OTSC. Il est promu major-général par décret du président de la fédération de Russie Vladimir Poutine du 11 juin 2019. En 2019-2021, il est commandant adjoint de la 2e armée combinée de la Garde du district militaire central. À partir de mai 2021, il est chef d'état-major de la 58e armée combinée du district militaire sud.
En février 2022, il est nommé commandant de la 2e armée de la Garde du district militaire central.